# 王畅 (东汉)
王暢（2世紀—169年），字叔茂，山阳郡高平县（今邹城市西南部）人，东汉政治人物。

## 生平
王畅初举孝廉，以病辭。大将军梁商特聘为茂才，累迁尚书令。出任齐王劉喜之相，歷官司隶校尉、渔阳太守，后以事免官。再任南阳太守，南阳是帝乡，素为贵戚聚居之地，王畅初以嚴刑刚猛，贵戚有劣迹者，皆依法惩治，功曹張敞勸他“治民在德，不在於刑。”遂崇尚宽政，慎而用刑。建宁元年（168年），升迁司空，是年八月，因水灾免职，隔年卒于家。東漢末年，李膺、陳蕃、王暢三人齊名，学中语曰“天下模楷李元礼，不畏强御陈仲举，天下俊秀王叔茂。”

## 家族
父王龚官至太尉。
有子王谦。有孫王粲是建安七子之一。
門徒劉表，漢末時代荊州牧。